# Mika Salo
Mika Juhani Salo (* 30. November 1966 in Helsinki) ist ein ehemaliger finnischer Automobilrennfahrer. Er startete zwischen 1994 und 2002 in der höchsten automobilen Rennklasse Formel 1. Seine beste Saison war die Formel-1-Weltmeisterschaft 1999, als er für sechs Rennen bei Ferrari als Ersatz für den verletzten Michael Schumacher zum Einsatz kam und dabei zwei Podestplätze erzielte.

## Karriere
Er begann bereits im Alter von sechs Jahren mit dem Kartsport. 1978, 1980, 1982 und 1983 gewann er die Finnische Kartmeisterschaft.
Anschließend wechselte Salo in den Formelsport und fuhr große Erfolge bei der Formel Ford 1600 ein. Im Jahr 1988 war er Europäischer, Skandinavischer und Finnischer Meister mit 14 von 14 Rennen als Sieger, zehn Pole-Positions und Rundenrekorden auf allen Kursen. Weiter fuhr er in der britischen Formel 3 und der All-Japan F3000, bis er seine Formel-1-Karriere 1994 in Japan mit Lotus-Mugen-Honda begann.

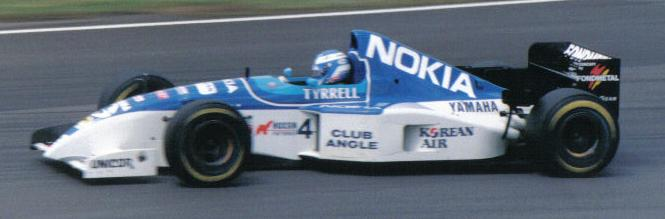
Mika Salo im Tyrrell 023 beim Großen Preis von Großbritannien 1995

Tyrrell sicherte sich das finnische Talent nach dem Rückzug von Lotus aus der Formel 1 für drei Jahre. Nach lediglich zwölf eingefahrenen Punkten im unterlegenen Tyrrell wechselte Salo 1998 zu Arrows und versuchte dort sein Glück. Beim Großen Preis von Monaco erreichte er mit dem vierten Platz seine bis dato beste Platzierung. Dennoch konnte sich Salo bei Arrows nicht durchsetzen und fand für 1999 keinen Platz mehr in der Formel 1.
Aber der Finne hatte sich in der Königsklasse etabliert, weshalb das neue Team BAR auf ihn zurückgriff, als der Stammfahrer Ricardo Zonta sich verletzte. Salo fuhr drei Rennen neben Jacques Villeneuve, mit dem er befreundet war.
Die Chance seines Lebens bekam Salo, als ihn Ferrari kontaktierte, um ihn für den verletzten Michael Schumacher einzusetzen. Salo nutzte seine Chance bei der Scuderia und fuhr in Hockenheim sensationell auf den zweiten Platz (Teamkollege Eddie Irvine hatte das Rennen durch Stallorder gewonnen). Beim Heimspiel in Monza wurde er Dritter. Nach sechs Einsätzen wich Salo wieder für Schumacher. Die von Salo erzielten 10 WM-Punkte verhalfen Ferrari am Ende der Saison zum Gewinn der Konstrukteursweltmeisterschaft.
Da Ferrari für die Saison 2000 schon Rubens Barrichello verpflichtet hatte, war kein Platz mehr für Salo frei. Doch aufgrund der guten Kontakte zum Sauber-Team (Ferrari lieferte die Motoren) kam Salo bei den Schweizern unter. Trotz nur sechs Punkten wollte Teamchef Peter Sauber Salo auch über 2000 hinaus im Team behalten.
Salo bekam jedoch das Angebot von Toyota, für das neue japanische Werksteam zu fahren. Salo entschied sich für Toyota, bereitete 2001 als Testfahrer den Einstieg vor und debütierte im TF102 schließlich 2002 zusammen mit dem Konzern in der Formel 1. Das Debütrennen ging mit dem ersten WM-Punkt besser als erwartet aus, Salo wurde beim dritten Rennen in Brasilien ein weiteres Mal Sechster, holte dann aber keine Punkte mehr.
Überraschenderweise trennte sich Toyota am Saisonende von seinen beiden Fahrern Salo und Allan McNish. Damit war Salos Formel-1-Karriere nach acht Jahren beendet.
Salo bestritt anschließend einige Rennen in der Champ Car World Series und nahm unter anderem an den 24-Stunden-Rennen von Spa-Francorchamps teil. Im Winter 2005 startete er erstmals offiziell bei Rallyewettbewerben in Finnland. Außerdem ist Salo oft bei Langstreckenrennen zu sehen. Er war einer von vier ausgewählten Fahrern, die den Maserati MC12 zum ersten Mal im Rennbetrieb fuhren. Sein Name taucht seit 2006 sehr oft bei kleineren Langstrecken-Veranstaltungen sowie in der FIA GT-Meisterschaft auf.
Im Jahre 2011 war Salo Teil des Rennprojekts des amerikanischen Millionärs James Glickenhaus, der einen Ferrari F430 Scuderia zum Rennfahrzeug P 4/5 Competizione mit der Optik des alten Ferrari 330P4 umbauen ließ, um damit an verschiedenen Langstreckenrennen in Europa teilzunehmen. Salo gehörte zur drei Mann starken Stammbesatzung des Autos.

## Statistik

### Statistik in der Formel-1-Weltmeisterschaft

#### Gesamtübersicht
| Saison | Team                      | Chassis      | Motor               | Rennen | Siege | Zweiter | Dritter | Poles | schn. Rennrunden | Punkte | WM-Pos. |
| ------ | ------------------------- | ------------ | ------------------- | ------ | ----- | ------- | ------- | ----- | ---------------- | ------ | ------- |
| 1994   | Team Lotus                | Lotus 109    | Mugen-Honda 3.5 V10 | 2      | –     | –       | –       | –     | –                | –      | 32.     |
| 1995   | Nokia Tyrrell Yamaha      | Tyrrell 023  | Yamaha 3.0 V10      | 17     | –     | –       | –       | –     | –                | 5      | 15.     |
| 1996   | Tyrrell Yamaha            | Tyrrell 024  | Yamaha 3.0 V10      | 16     | –     | –       | –       | –     | –                | 5      | 13.     |
| 1997   | Tyrrell                   | Tyrrell 025  | Ford ED4 3.0 V8     | 17     | –     | –       | –       | –     | –                | 2      | 17.     |
| 1998   | Danka Zepter Arrows       | Arrows A19   | Arrows 3.0 V10      | 16     | –     | –       | –       | –     | –                | 3      | 13.     |
| 1999   | British American Racing   | BAR 01       | Supertec 3.0 V10    | 3      | –     | –       | –       | –     | –                | –      | 10.     |
| 1999   | Scuderia Ferrari Marlboro | Ferrari F399 | Ferrari 3.0 V10     | 6      | –     | 1       | 1       | –     | –                | 10     | 10.     |
| 2000   | Red Bull Sauber Petronas  | Sauber C19   | Petronas 3.0 V10    | 17     | –     | –       | –       | –     | –                | 6      | 11.     |
| 2002   | Panasonic Toyota Racing   | Toyota TF102 | Toyota 3.0 V10      | 17     | –     | –       | –       | –     | –                | 2      | 17.     |
| Gesamt | Gesamt                    | Gesamt       | Gesamt              | 110    | –     | 1       | 1       | –     | –                | 33     |         |

#### Einzelergebnisse
| Saison | 1   | 2   | 3   | 4   | 5   | 6   | 7   | 8   | 9   | 10  | 11  | 12  | 13  | 14  | 15  | 16 | 17 |
| ------ | --- | --- | --- | --- | --- | --- | --- | --- | --- | --- | --- | --- | --- | --- | --- | -- | -- |
| 1994   |     |     |     |     |     |     |     |     |     |     |     |     |     |     |     |    |    |
|        |     |     |     |     |     |     |     |     |     |     |     |     |     | 10  | DNF |    |    |
| 1995   |     |     |     |     |     |     |     |     |     |     |     |     |     |     |     |    |    |
| 7      | DNF | DNF | 10  | DNF | 7   | 15  | 8   | DNF | DNF | 8   | 5   | 13  | 10  | 12  | 6   | 5  |    |
| 1996   |     |     |     |     |     |     |     |     |     |     |     |     |     |     |     |    |    |
| 6      | 5   | DNF | DNF | DNF | 5   | DNF | DNF | 10  | 7   | 9   | DNF | 7   | DNF | 11  | DNF |    |    |
| 1997   |     |     |     |     |     |     |     |     |     |     |     |     |     |     |     |    |    |
| DNF    | 13  | 8   | 9   | 5   | DNF | DNF | DNF | DNF | DNF | 13  | 11  | DNF | DNF | 10  | DNF | 12 |    |
| 1998   |     |     |     |     |     |     |     |     |     |     |     |     |     |     |     |    |    |
| DNF    | DNF | DNF | 9   | DNF | 4   | DNF | 13  | DNF | DNF | 14  | DNF | DNF | DNF | 14  | DNF |    |    |
| 1999   |     |     |     |     |     |     |     |     |     |     |     |     |     |     |     |    |    |
|        |     | 7   | DNF | 8   |     |     |     | 9   | 2   | 12  | 7   | 3   | DNF |     |     |    |    |
| 2000   |     |     |     |     |     |     |     |     |     |     |     |     |     |     |     |    |    |
| DSQ    |     | 6   | 8   | 7   | DNF | 5   | DNF | 10  | 6   | 5   | 10  | 9   | 7   | DNF | 10  | 8  |    |
| 2002   |     |     |     |     |     |     |     |     |     |     |     |     |     |     |     |    |    |
| 6      | 12  | 6   | DNF | 9   | 8   | DNF | DNF | DNF | DNF | DNF | 9   | 15  | 7   | 11  | 14  | 8  |    |

| Legende  | Legende            | Legende                                                          |
| Farbe    | Abkürzung          | Bedeutung                                                        |
| -------- | ------------------ | ---------------------------------------------------------------- |
| Gold     | –                  | Sieg                                                             |
| Silber   | –                  | 2. Platz                                                         |
| Bronze   | –                  | 3. Platz                                                         |
| Grün     | –                  | Platzierung in den Punkten                                       |
| Blau     | –                  | Klassifiziert außerhalb der Punkteränge                          |
| Violett  | DNF                | Rennen nicht beendet (did not finish)                            |
| Violett  | NC                 | nicht klassifiziert (not classified)                             |
| Rot      | DNQ                | nicht qualifiziert (did not qualify)                             |
| Rot      | DNPQ               | in Vorqualifikation gescheitert (did not pre-qualify)            |
| Schwarz  | DSQ                | disqualifiziert (disqualified)                                   |
| Weiß     | DNS                | nicht am Start (did not start)                                   |
| Weiß     | WD                 | zurückgezogen (withdrawn)                                        |
| Hellblau | PO                 | nur am Training teilgenommen (practiced only)                    |
| Hellblau | TD                 | Freitags-Testfahrer (test driver)                                |
| ohne     | DNP                | nicht am Training teilgenommen (did not practice)                |
| ohne     | INJ                | verletzt oder krank (injured)                                    |
| ohne     | EX                 | ausgeschlossen (excluded)                                        |
| ohne     | DNA                | nicht erschienen (did not arrive)                                |
| ohne     | C                  | Rennen abgesagt (cancelled)                                      |
| ohne     | keine WM-Teilnahme |                                                                  |
| sonstige | P/fett             | Pole-Position                                                    |
| sonstige | 1/2/3/4/5/6/7/8    | Punktplatzierung im Sprint-/Qualifikationsrennen                 |
| sonstige | SR/kursiv          | Schnellste Rennrunde                                             |
| sonstige | *                  | nicht im Ziel, aufgrund der zurückgelegten Distanz aber gewertet |
| sonstige | ()                 | Streichresultate                                                 |
| sonstige | unterstrichen      | Führender in der Gesamtwertung                                   |

### Le-Mans-Ergebnisse
| Jahr | Team              | Fahrzeug         | Teamkollege     | Teamkollege    | Platzierung             | Ausfallgrund |
| ---- | ----------------- | ---------------- | --------------- | -------------- | ----------------------- | ------------ |
| 2003 | Audi Sport UK     | Audi R8          | Frank Biela     | Perry McCarthy | Ausfall                 | Benzinpumpe  |
| 2007 | Risi Competizione | Ferrari F430 GT  | Johnny Mowlem   | Jaime Melo     | Ausfall                 | Wasserpumpe  |
| 2008 | Risi Competizione | Ferrari F430 GTC | Gianmaria Bruni | Jaime Melo     | Rang 19 und Klassensieg |              |
| 2009 | Risi Competizione | Ferrari F430 GTC | Pierre Kaffer   | Jaime Melo     | Rang 18 und Klassensieg |              |
| 2014 | SMP Racing        | Oreca 03         | Sergei Zlobin   | Anton Ladygin  | Rang 37                 |              |

### Sebring-Ergebnisse
| Jahr | Team              | Fahrzeug         | Teamkollege    | Teamkollege     | Platzierung             | Ausfallgrund |
| ---- | ----------------- | ---------------- | -------------- | --------------- | ----------------------- | ------------ |
| 2003 | Audi Sport UK     | Audi R8          | Perry McCarthy | Jonny Kane      | Rang 6                  |              |
| 2007 | Risi Competizione | Ferrari F430 GT  | Jaime Melo     | Johnny Mowlem   | Rang 12 und Klassensieg |              |
| 2008 | Risi Competizione | Ferrari F430 GTC | Jaime Melo     | Gianmaria Bruni | Ausfall                 | Unfall       |
| 2009 | Risi Competizione | Ferrari F430 GTC | Jaime Melo     | Pierre Kaffer   | Rang 7 und Klassensieg  |              |